# Galgenberg (Elst)
De Galgenberg is een heuvel in de gemeente Utrechtse Heuvelrug in de Nederlandse provincie Utrecht. De heuvel ligt ten noorden van Elst op het grondgebied van de voormalige gemeente Amerongen en maakt deel uit van de stuwwal Utrechtse Heuvelrug. Ongeveer 800 meter naar het oosten ligt de top van de Elsterberg en op 1250 meter naar het noordwesten de top van de Amerongse Berg.
De heuvel is 45 meter hoog en valt onder Boswachterij Amerongse Berg van Staatsbosbeheer.

## Geschiedenis
In de prehistorie werden er op de zuidflank van deze heuvel grafheuvels opgeworpen.
De naam Galgenberg is afkomstig van het feit dat er op deze berg ooit een galg heeft gestaan, die behoorde tot Amerongen en op een hoogte ten oosten van het dorp geplaatst werd. De galg deed alleen dienst als symbool; de enige doodstraf die in Amerongen voltrokken werd, in 1687, was een executie met het zwaard op een voor de gelegenheid gebouwd schavot.
Op de heuvel staat ook een stenen grenspaal met de tekst "HOOGE HEERLYCKHEID AMERONGEN GINKEL EN ELST en JAGDRECHT" met erboven het wapen van Amerongen. Vroeger was het niet duidelijk waar de precieze grens lag tussen de stadsvrijheid van Rhenen waaronder Elst viel en de heerlijkheid van Amerongen. Het Elsterbos aan beide zijden van de grens heeft lange tijd toebehoord aan een en dezelfde eigenaar: de Heer van Amerongen. In 1717 verzocht de graaf van Athlone, Heer van Amerongen, om een definitieve grensscheiding vast te stellen.

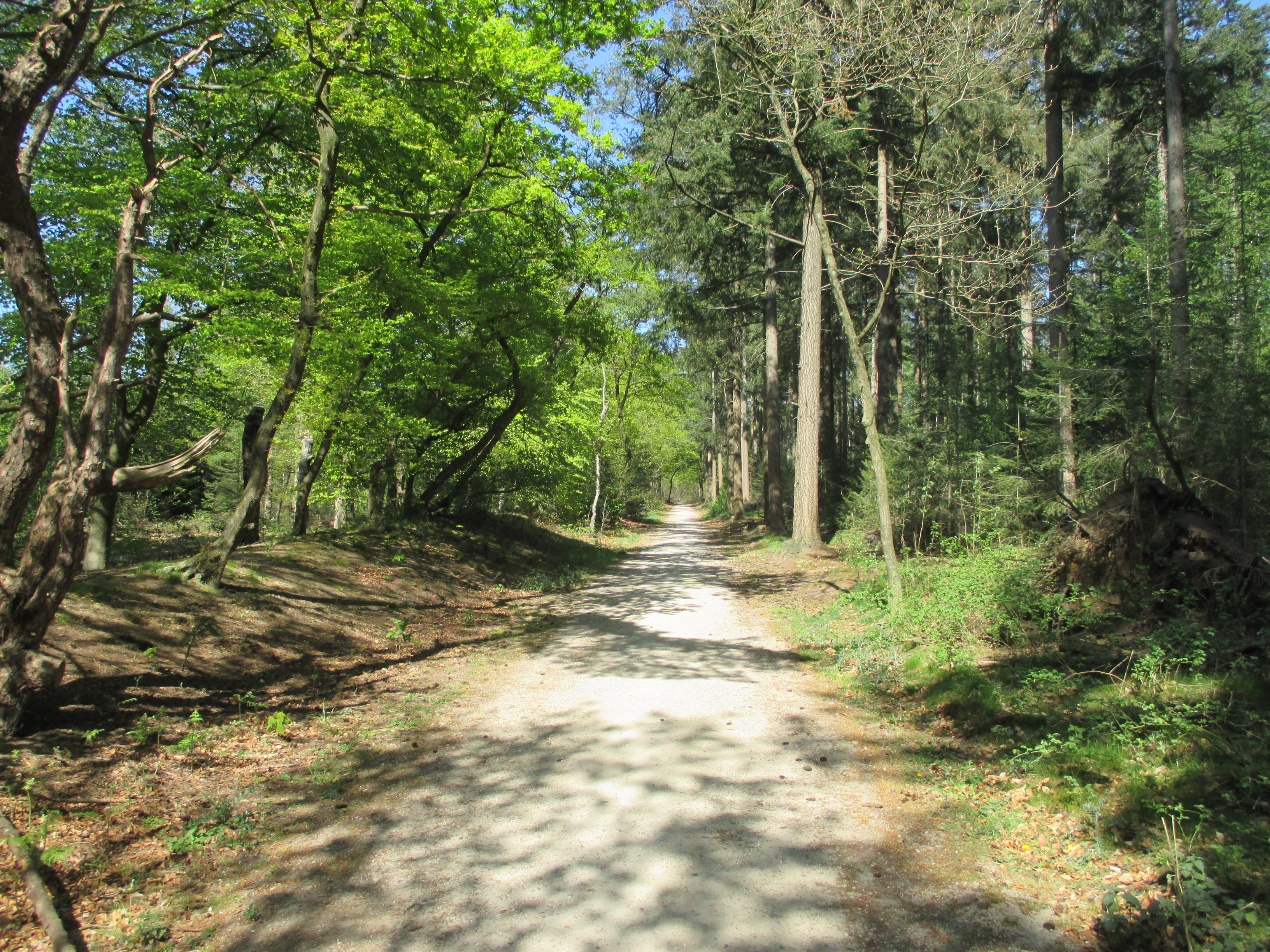
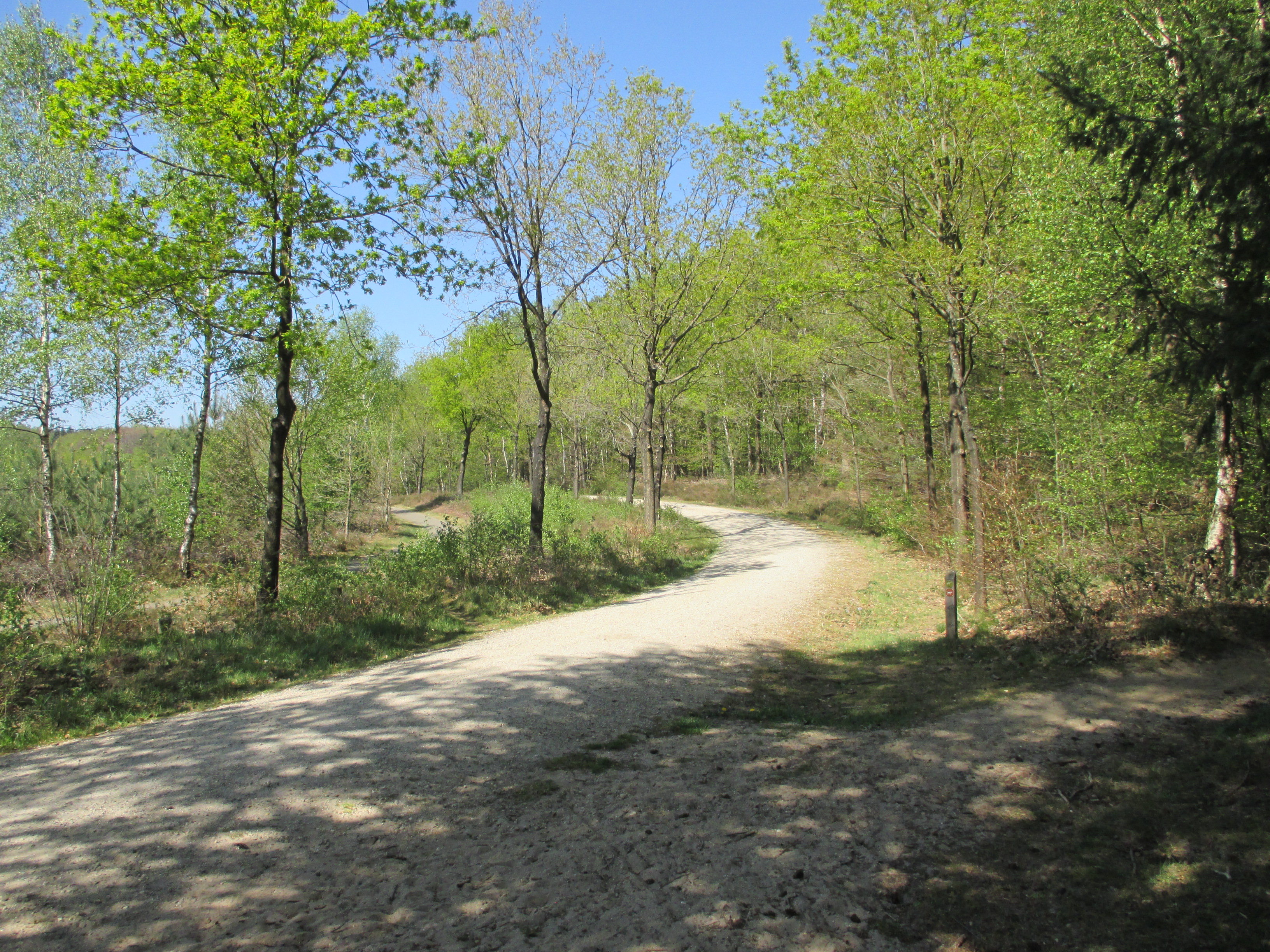
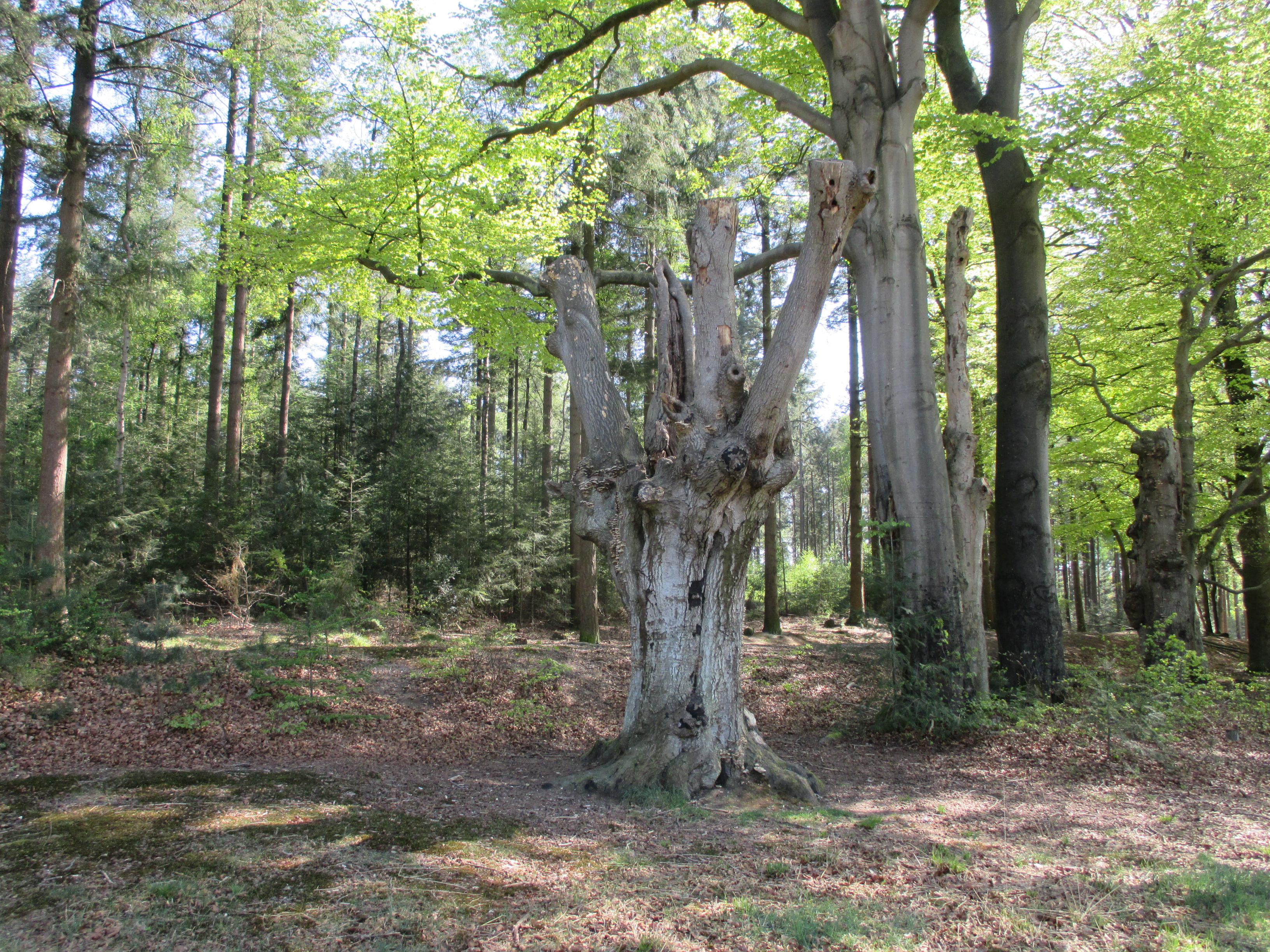
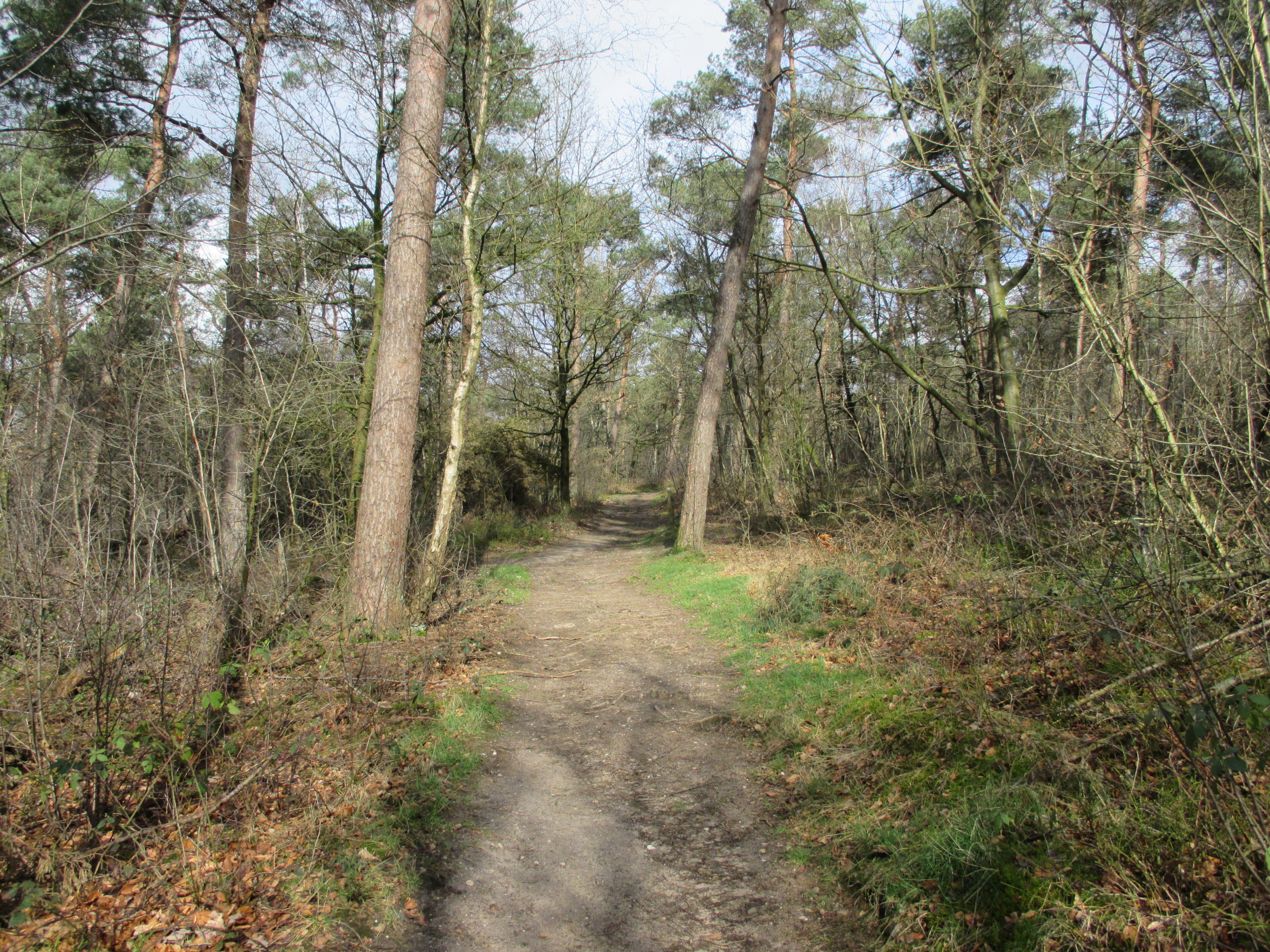
Pad omhoog op de zuidflank richting grenspaal
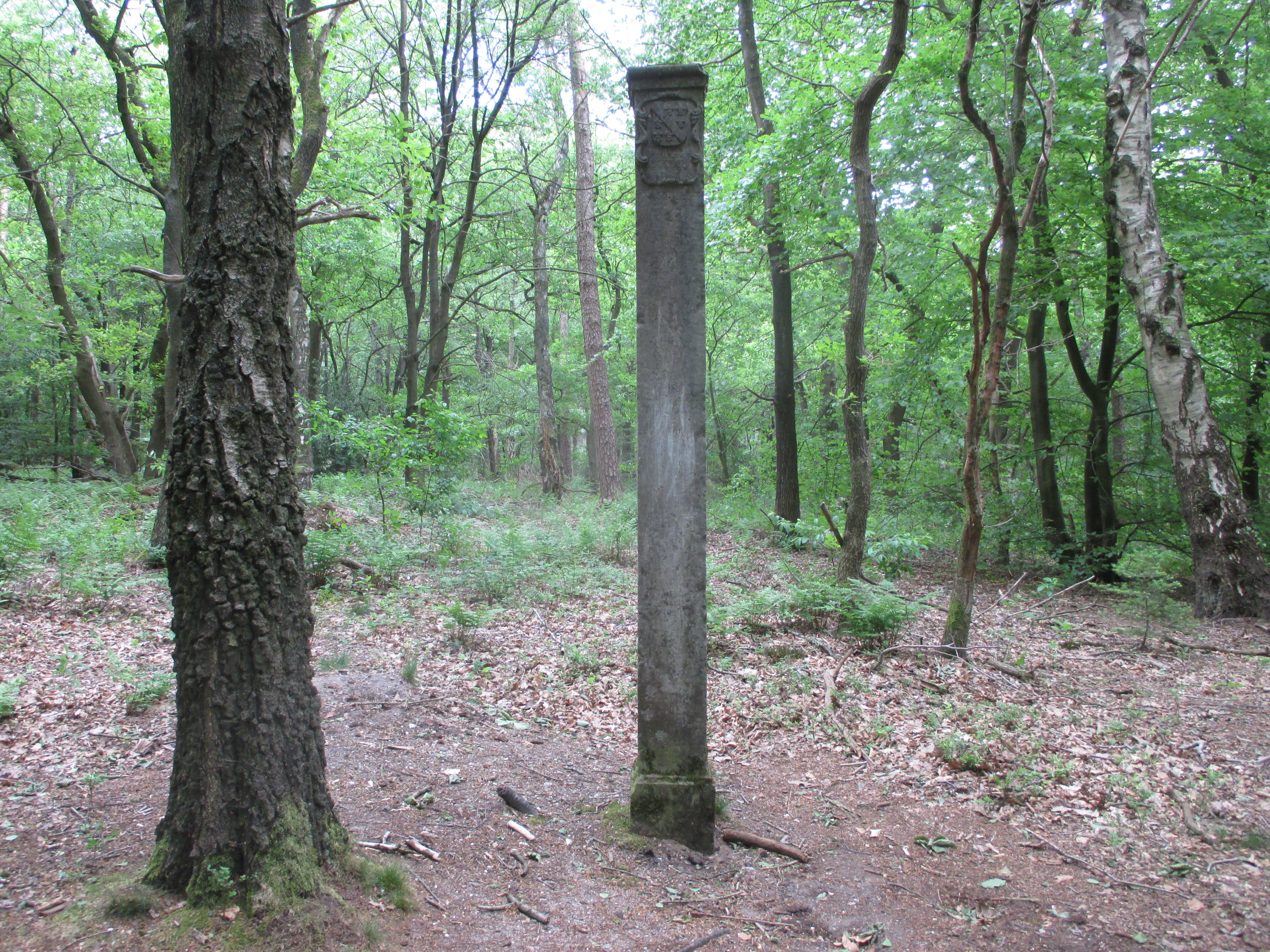
Galgenberg grenspaal in 2020